# Euobraztsovia
Euobraztsovia là một chi bướm đêm thuộc phân họ Olethreutinae, họ Tortricidae Tortricidae.

## Các loài
- Euobraztsovia chionodelta (Meyrick, 1911)